# Conchotopoda grallatoria
Conchotopoda grallatoria är en insektsart som först beskrevs av Carl Stål 1857.  Conchotopoda grallatoria ingår i släktet Conchotopoda och familjen vårtbitare. Inga underarter finns listade i Catalogue of Life.